# Nickel(II) nitrat
Nickel(II) nitrat là một hợp chất vô cơ có công thức hóa học Ni(NO3)2, các phân tử ngậm nước của nó đã được biết đến. Dạng khan thường không tồn tại, do vậy "nickel(II) nitrat" thường ám chỉ muối ngậm 6 nước. Có hai cách viết công thức của muối này.  Ni(NO3)2·6H2O hoặc cụ thể hơn là Ni(H2O)6(NO3)2. Công thức sau chỉ rõ nguyên tử niken(II) ở trung tâm với 6 phân tử nuóc bao quanh. Ở dạng ngậm 6 nước, các anion nitrat không liên kết trực tiếp với nguyên tử niken. Có ba dạng ngậm nước khác nữa: Ni(NO3)2·9H2O, Ni(NO3)2·4H2O, và Ni(NO3)2·2H2O và dạng muối khan Ni(NO3)2.

## Điều chế
Nickel(II) nitrat được điều chế bằng phản ứng của nickel(II) oxide với acid nitric:
NiO + 2HNO3 + 5H2O → Ni(NO3)2·6H2O
Muối nickel(II) nitrat khan thường không được điều chế bằng cách nung nóng muối ngậm nước. Nó được tạo ra bởi phản ứng của muối ngậm nước với dinitơ pentoxide hoặc phản ứng giữa nickel tetracacbonyl với dinitơ tetroxide:
Ni(CO)4 + 2N2O4 → Ni(NO3)2 + 2NO↑ + 4CO↑

## Ứng dụng
Nickel(II) nitrat ngậm nước thường được sử dụng làm tiền chất cho các chất xúc tác niken.

## An toàn
Giống như nhiều muối nitrat khác, nickel(II) nitrat là chất oxy hóa. Nó cũng gây kích ứng cho mắt, da và khi hít phải bụi, đường hô hấp. Nó có thể gây ra dị ứng da. Nickel(II) nitrat là một tác nhân gây ung thư, giống như các muối nickel khác. Ion nickel(II) cũng là chất độc với các sinh vật thủy sinh.

## Hợp chất khác
Ni(NO3)2 còn tạo ra một số hợp chất với NH3, như:
- Ni(NO3)2·2NH3 (lục đậm);[3]
- Ni(NO3)2·4NH3 (dương);[4]
- Ni(NO3)2·6NH3 (tím nhạt);[3]
- Ni(NO3)2·9NH3 (tím nhạt).[4]

Ni(NO3)2 còn tạo ra một số hợp chất với N2H4, như Ni(NO3)2·2N2H4·2H2O là tinh thể màu dương, D20 ℃ = 2,41 g/cm³ hay Ni(NO3)2·3N2H4 là chất bột màu hồng.
Ni(NO3)2 còn tạo một số hợp chất với CO(NH2)2, như Ni(NO3)2·4CO(NH2)2 là tinh thể màu lục, D = 1,74 g/cm³.
Ni(NO3)2 còn tạo một số hợp chất với CON3H5, như Ni(NO3)2·3CON3H5 là chất rắn màu dương.
Ni(NO3)2 còn tạo một số hợp chất với CS(NH2)2, như Ni(NO3)2·2CS(NH2)2 là chất rắn màu đỏ nâu, Ni(NO3)2·5CS(NH2)2 là tinh thể màu vàng lục hay Ni(NO3)2·6CS(NH2)2 là tinh thể màu lục nhạt, D = 1,63 g/cm³.
Ni(NO3)2 còn tạo một số hợp chất với CSN3H5, như Ni(NO3)2·2CSN3H5 là chất rắn màu đỏ khi khan, dihydrat của nó có màu xanh dương hay Ni(NO3)2·3CSN3H5·H2O là tinh thể màu dương.
Ni(NO3)2 còn tạo một số hợp chất với CSe(NH2)2, như Ni(NO3)2·4CSe(NH2)2 là tinh thể màu lục, tan trong nước tạo thành dung dịch màu nâu.
Ni(NO3)2 còn tạo một số hợp chất với CSeN3H5, như Ni(NO3)2·2CSeN3H5 là chất rắn màu nâu.